# Quintela de Leirado
Quintela de Leirado és un municipi de la província d'Ourense a Galícia. Pertany a la comarca d'A Terra de Celanova.
| 2.351 | 2.242 | 1.987 | 1.463 | 831 |
| Fonts: INE i IGE (Els criteris de registre censal variaren i les dades de l'INE i de l'IGE poden no coincidir.) |       |       |       |     |